# Myochroidea
Myochroidea är ett släkte av lavar. Myochroidea ingår i ordningen Lecanorales, klassen Lecanoromycetes, divisionen sporsäcksvampar och riket svampar.
|             | Sarrameanaceae                                                                     |
|             |                                                                                    |
|             | Hymeneliaceae                                                                      |
|             |                                                                                    |
|             | Brigantiaeaceae                                                                    |
|             |                                                                                    |
|             | Arctomiaceae                                                                       |
|             |                                                                                    |
|             | Stereocaulaceae                                                                    |
|             |                                                                                    |
|             | Sphaerophoraceae                                                                   |
|             |                                                                                    |
|             | Scoliciosporaceae                                                                  |
|             |                                                                                    |
|             | Ramalinaceae                                                                       |
|             |                                                                                    |
|             | Psoraceae                                                                          |
|             |                                                                                    |
|             | Pilocarpaceae                                                                      |
|             |                                                                                    |
|             | Parmeliaceae                                                                       |
|             |                                                                                    |
|             | Mycoblastaceae                                                                     |
|             |                                                                                    |
|             | Miltideaceae                                                                       |
|             |                                                                                    |
|             | Megalariaceae                                                                      |
|             |                                                                                    |
|             | Lecanoraceae                                                                       |
|             |                                                                                    |
|             | Haematommataceae                                                                   |
|             |                                                                                    |
|             | Gypsoplacaceae                                                                     |
|             |                                                                                    |
|             | Cladoniaceae                                                                       |
|             |                                                                                    |
|             | Catillariaceae                                                                     |
|             |                                                                                    |
|             | Biatorellaceae                                                                     |
|             |                                                                                    |
|             | Ectolechiaceae                                                                     |
|             |                                                                                    |
|             | Dactylosporaceae                                                                   |
|             |                                                                                    |
|             | Crocyniaceae                                                                       |
|             |                                                                                    |
|             | Calycidiaceae                                                                      |
|             |                                                                                    |
|             | Tephromelataceae                                                                   |
|             |                                                                                    |
|             | Aphanopsidaceae                                                                    |
|             |                                                                                    |
| Myochroidea | \| \| Myochroidea minutula \| \| \| \| \| \| Myochroidea porphyrospoda \| \| \| \| |
|             | \| \| Myochroidea minutula \| \| \| \| \| \| Myochroidea porphyrospoda \| \| \| \| |
|             | Strangospora                                                                       |
|             |                                                                                    |
|             | Myochroidea minutula                                                               |
|             |                                                                                    |
|             | Myochroidea porphyrospoda                                                          |
|             |                                                                                    |

|  | Myochroidea minutula      |
|  |                           |
|  | Myochroidea porphyrospoda |
|  |                           |